# Elena Larrea
Elena Larrea Zepeda Carranza (Ciudad de México, 10 de junio de 1988-Atlixco, Puebla, 19 de marzo de 2024) fue una activista y modelo mexicana. Desempeñándose como defensora de los derechos de los animales, fundó Cuacolandia, un albergue para equinos maltratados. 
Su militancia, que adquirió reconocimiento cuando compartió que pagaba la mayoría de los gastos de su albergue creando contenido erótico para la plataforma de adultos OnlyFans, ayudó a impulsar leyes que castigaran la zoofilia en el estado de Puebla, aunque también intentó que se lograra crear una ley que castigará dicha práctica a nivel nacional. Logrado su objetivo en Puebla y luego de su inesperada muerte acaecida el 19 de marzo de 2024, sus normas para castigar el maltrato animal a equinos y la zoofilia en el antedicho estado fueron renombradas a «ley Elena», en tributo a sus aportaciones como activista.

## Primeros años
Elena Larrea Zepeda Carranza nació el 10 de junio de 1988 en Ciudad de México. En su infancia, descubrió su gusto por los equinos, lo que la llevó a empezar a practicar equitación desde que era una niña. A los catorce años de edad, convertida en una jinete experimentada, ganó un concurso nacional en dicho deporte. Aunque tenía intenciones de dedicarse a tiempo completo al antedicho recreamiento, con el tiempo su perspectiva en torno al empleo de los caballos empezó a cambiar, ya que no veía correcto utilizarlos para uso personal.

## Activismo

### Inicios
Su labor comenzó en Ciudad de México donde junto a uno de sus amigos abrió un albergue para perros y gatos callejeros. Además, se declaraba en contra de la cacería de animales en África y la pesca ilegal de delfines.
Sin embargo, su interés por visibilizar la explotación de caballos utilizados para uso personal, y que activistas defensores de derechos de los animales en ese momento relegaban y se centraban únicamente en la defensa de animales domésticos y salvajes, la motivó a enfocarse a ser activista centrada en ellos. Su abogacía por los equinos inició por los caballos carretoneros en el Estado de México, usados para jalar carros de basura, y posteriormente, en Acapulco, Guerrero, con ejemplares que eran utilizados para desplazar calandrias.

### Cuacolandia
Cerca de 2017, junto a su socia Toni Camil, fundó un rancho albergue para equinos al que llamó «Cuacolandia», mismo que estableció en Atlixco, Puebla. Su albergue fue creado con la intención de rescatar y rehabilitar yeguas, caballos, burros, ponis y mulas en situación de maltrato y abandono. La especialidad de su posada se convirtió en la primera en su tipo en México.
Luego de la pandemia de COVID-19, se vio en dificultades para mantener su pensión, por lo que tomó la decisión de abrir una cuenta en OnlyFans como alternativa para obtener ingresos. Gracias a sus ingresos generados en la mencionada plataforma, le fue posible mantener abierto su albergue. A pesar de su labor animalista, sus actividades le valieron amenazas de muerte y críticas por parte de grupos que estaban en contra de sus ocupaciones protegiendo equinos y de sus métodos para obtener ingresos.

### Leyes de bienestar animal
Posterior al rescate de una potranca que sufrió abuso físico y sexual, en febrero de 2024, junto con el Movimiento Animalista de Puebla, Larrea consiguió que se tipificara la zoofilia como un delito en el estado de Puebla. Estas leyes que logró que se aprobaran fueron nombradas como «ley Elena», siendo este un tributo póstumo a su memoria y a sus esfuerzos como activista.
Otra reforma que impulsó la fundadora de Cuacolandia fue que se consideren infracciones para quienes sometan a un animal a la realización de trabajos, horarios o actividades que sobrepasen su fuerza o capacidad.

## Vida personal y muerte
Larrea era abiertamente bisexual.
El 19 de marzo de 2024, Larrea falleció a los 35 años de edad en Atlixco, Puebla. Por privacidad, su familia no compartió detalles sobre las causas de su muerte.